# محمد المرمور
محمد المرمور (عربی: مُحَمَّد مَرمُور؛ زادهٔ ۴ ژانویهٔ ۱۹۹۵) بازیکن فوتبال اهل سوریه است.
از باشگاه‌هایی که در آن بازی کرده‌است می‌توان به باشگاه ورزشی حطین، باشگاه ورزشی صفا، و باشگاه فوتبال تشرین اشاره کرد.
وی همچنین در تیم‌های ملی فوتبال زیر ۲۳ سال سوریه و سوریه بازی کرده‌است.